# Кильписари
Кильписари (Кильписаари, Кильпсари, фин. Kilpisaari) — небольшой остров в юго-восточной Финляндии, близ границы с Россией. Расположен в Финском заливе Балтийского моря, к югу от порта Хамина, к юго-востоку от порта Котка, к северо-востоку от острова Гогланд. Административно относится к общине Котка в области Кюменлааксо.

## История
Как сообщает Всеволод Петрович Мельницкий в середине XIX века остров был самым приметным, покрыт лесом, который распоряжением начальства Выборгской губернии было запрещено рубить. В 1809 году, во время Финляндской войны значительная часть леса была вырублена англичанами, имевшими здесь пристанище для своих военных крейсеров.
Во время Первой мировой войны командующий Балтийским флотом В. А. Канин предложил к весне 1918 года оборудовать тыловую минно-артиллерийскую позицию и установить для прикрытия минных заграждений семь береговых батарей на островах Лавенсари, Соммерс, Кильписари, Торсари, Пейсари, на мысе Стирсудден и у Хмелевского залива. Главнокомандующий Северного фронта П. А. Плеве, которому тогда подчинялся флот, утвердил эти предложения приказом 9 января 1916 года. Однако ввиду больших работ, осуществлявшихся в других районах театра, батареи строились медленно и ни одна из них не была готова в 1916 году. Планировалось вооружить батареи орудиями из Кронштадтской крепости, но в связи с несогласованностью действий Морского и Военного ведомств к концу 1917 года позиция была оборудована лишь частично. По донесению начальника тыловой позиции Финского залива, к 20 апреля 1917 года на острове Кильписари были установлены четыре пушки калибром шесть дюймов (152 мм).
24 декабря 1916 года ледокол «Тармо» сел на камни у Кильписари и получил пробоины цистерны, 26 декабря он самостоятельно снялся.
В ходе советско-финляндской войны 1939—1940 гг. 3 марта 1940 года началась отвлекающая операция советской морской пехоты  под руководством командующего Зимней обороной Г. Т. Григорьева. В направлении на острова Хаапасаари, Кильписари и Таммио наступал отряд, включавший 1-й батальон Отдельной специальной стрелковой бригады (ОССБ) и 50-й стрелковый батальон, под командованием майора А. П. Рослова. В 9 часов отряд Рослова подвергся обстрелу со стороны батарей Ранкки и Кирконма. Береговые батареи Ранкки (2 батареи, пять 152-мм орудий) и Кирконма (четыре 254-мм орудия) относились ко 2-му отдельному артиллерийскому дивизиону береговой обороны со штабом в городе Хамина под командованием подполковника Т. Кайнулайнена.
В 9 часов 29 мин 1-й батальон ОССБ занял остров Аскери и башню Луппи, а 50-й стрелковый батальон продолжал продвигаться вперёд под сильным огнём со стороны береговых батарей Ранкки и Кирконма. В 10 ч 00 мин батальоны попали под заградительный огонь финнов со стороны островов Кирконма и Ранкки, но продолжали вести наступление, неся при этом потери. Находясь под впечатлением сильного артобстрела противника, в 14 ч 40 мин майор А. П. Рослов доложил в штаб флота, что несёт большие потери (хотя на самом деле они были незначительны), а потому отходит на остров Гогланд. К 15 часам на Гогланд стали прибывать отошедшие части морских пехотинцев. Узнав о небольших потерях отряда Рослова, командующий Зимней обороной Г. Т. Григорьев в 16 ч 45 мин приказал прекратить отход и продолжать наступление на остров Кильписари. 50-й стрелковый батальон и 1-й батальон ОССБ полностью вернулись на Гогланд в ночь с 4 на 5 марта.